# أصيص

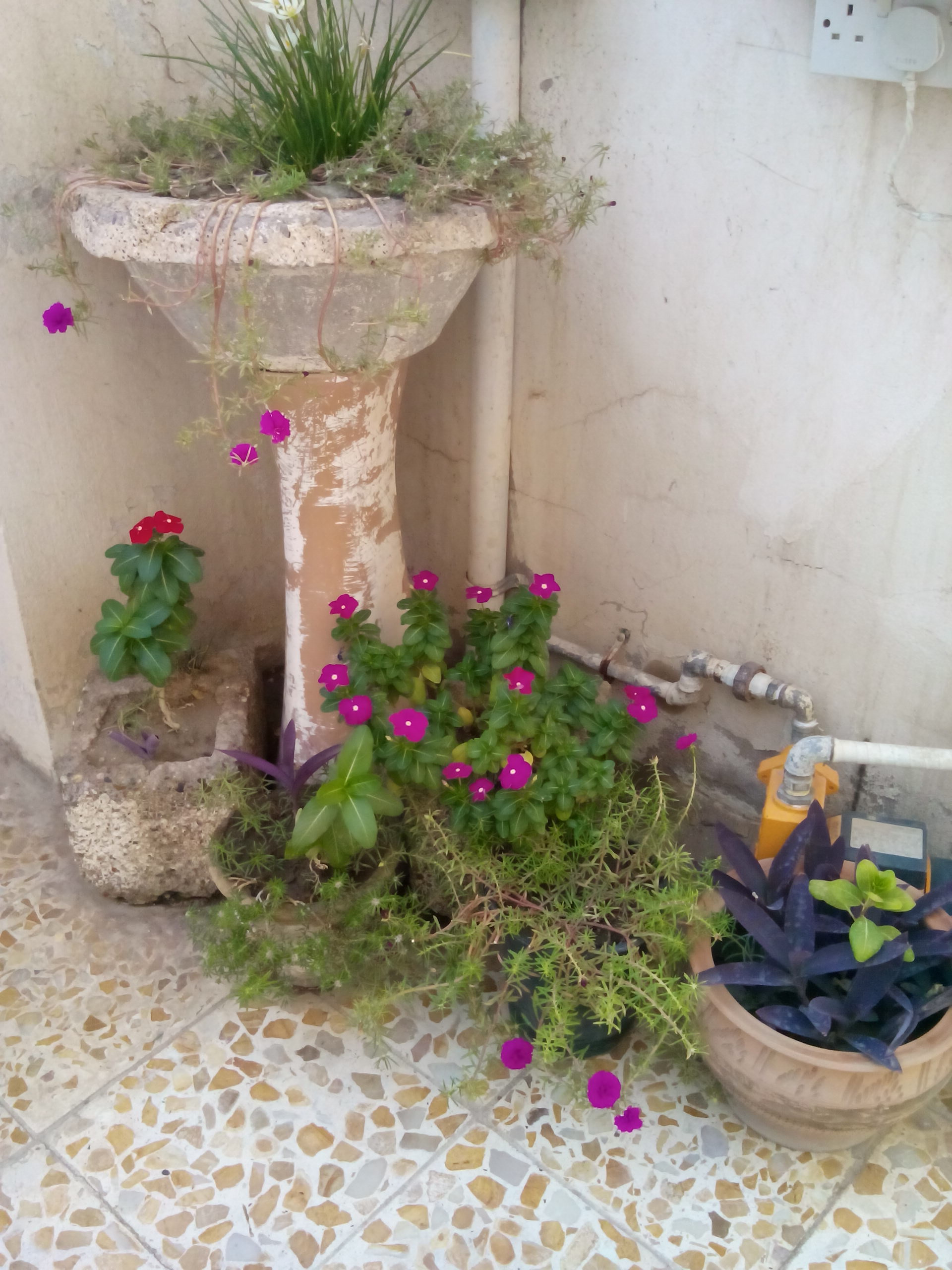
مجموعة منوعة من الأصص في حديقة منزلية.

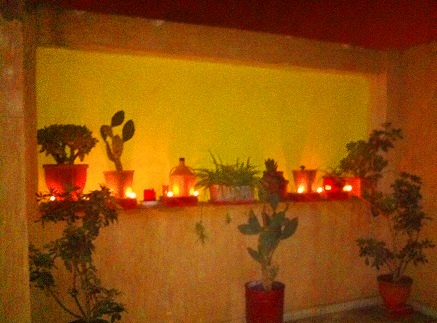
صف من الأُصص بنباتات منزلية مرتبة بشكل جمالي على بلكونة منزل.

أصيص (الجمع: أَصَائِص، أُصُص) هو وعاء خاص يشبه الجرة إلى حد ما، ويستعمل لغرس النباتات المنزلية وَأَنْواعِ الزُّهورِ لأغراض زراعية أو لإستعمالات المختبر أو لأغراض تزينية أو لأغراض نباتية منزلية صحية أو تجارية، ويصنع الأصيص غالبا من الفخار أو بما يعرف بالطين النضيج، كما توجد أُصص مصنوعة من اللدائن أو البلاستيك لكنه أقل أريحية وصحية مقارنة مع الأصص المصنوعة من الطين والفخار.
يوجد ثقب في عمق قاعدة الأصيص لصرف المياه الزائدة، حتى لا تختنق الجذور أو تتعفن أسفلها حيث يتم التخلص من المياه الزائدة.

## أنواع الأصص

### الأصص الفخارية
تصنع عن طريق تقنية الطين النضيج، وهي مناسبة وأكثر صحية من نواع الأصص الأخرى حيث تمتاز بالمسامية والتهوية وصرف المياه الزائدة وهي صالحة لنمو الجذور.

### أصص اللدائن
أصص اللدائن أو أصص البلاستيك وهي مصنوعة من مادة البلاستيك النفطية، وتتخد ألوانا وأشكالا مختلفة، ويعاب عليها أنها غير مسامية فلا تساعد النباتات على التهوية وصرف المياه الزائدة ولهذا فهي أقل أريحية وصحية من الأصص الفخارية.
يفضل استخدام هذا النوع من الأصص في زراعة النباتات العصارية والتي لا تحتاج إلى ري دائم وخاصة الأحجام الصغيرة.تصنع عن طريق تقنية الطين النضيج، وهي مناسبة وأكثر صحية من نواع الأصص الأخرى حيث تمتاز بالمسامية والتهوية وصرف المياه الزائدة وهي صالحة لنمو الجذور.

### أصص السيراميك
وهي لا تختلف عن ألاصص البلاستيكية من حيث المسامية والتهوية، وتصنع من الخزف المصقول بألوان مختلفة الأشكال والأحجام، في استخداماتها المنزلية المثالية تستخدم كغطاء خارجي أو واجهة جمالية للأصص الفخارية. وتوضع غالبا في أماكن ثابتة لثقل وزنها.

### أصص خشبية
وتصنع من خشب خاص كأخشاب أشجار السرو والسنط والبامبوزيا والجميز، وهي أخشاب مقاومة للرطوبة، وتتخذ أشكالا مختلفة، ويتم طلاؤها من الداخل بالقار أو تبطن بألواح الزنك لمنع تشرب الخشب بالماء. وعادة ما يزرع فيها النباتات الكبيرة الحجم.

## معرض صور

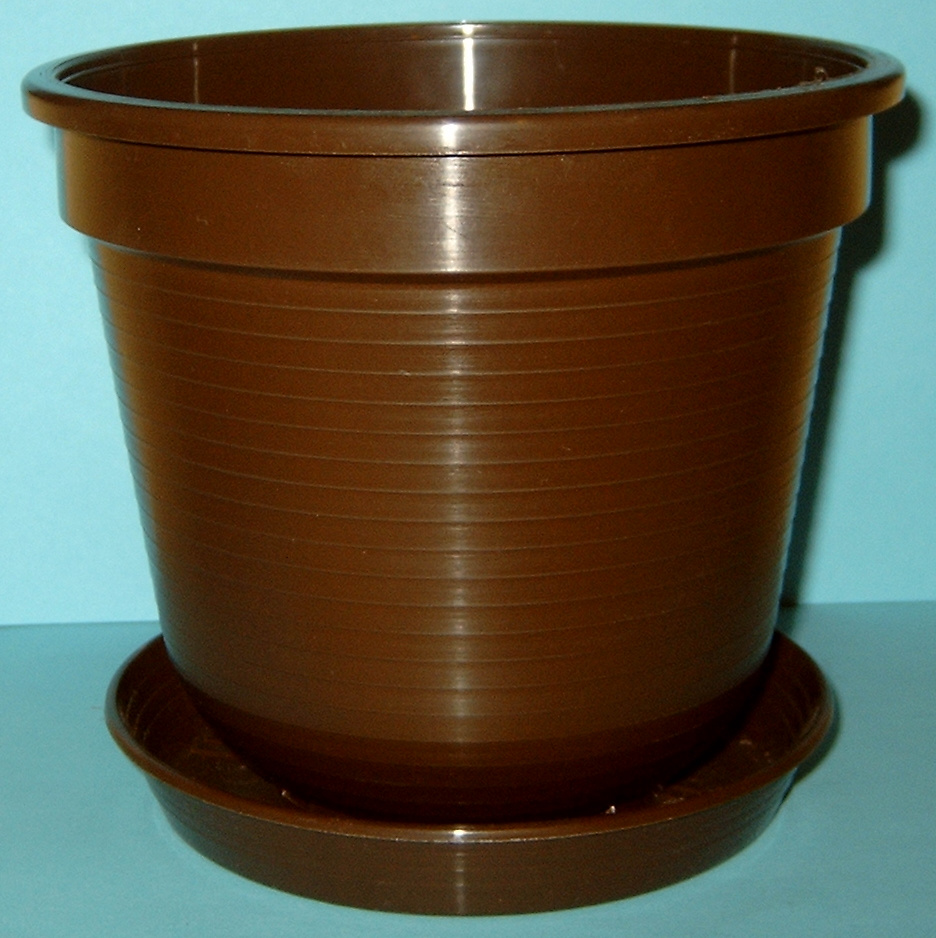
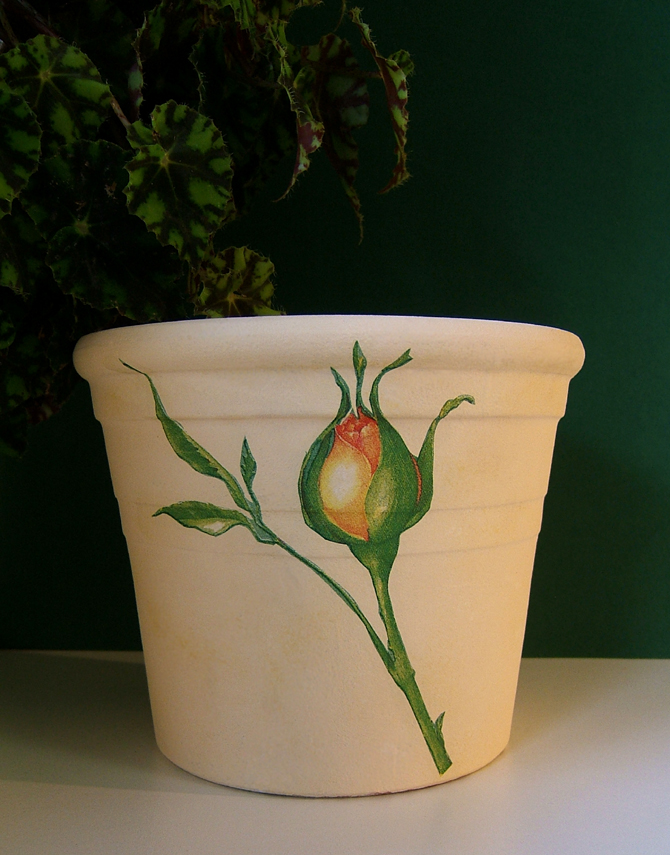
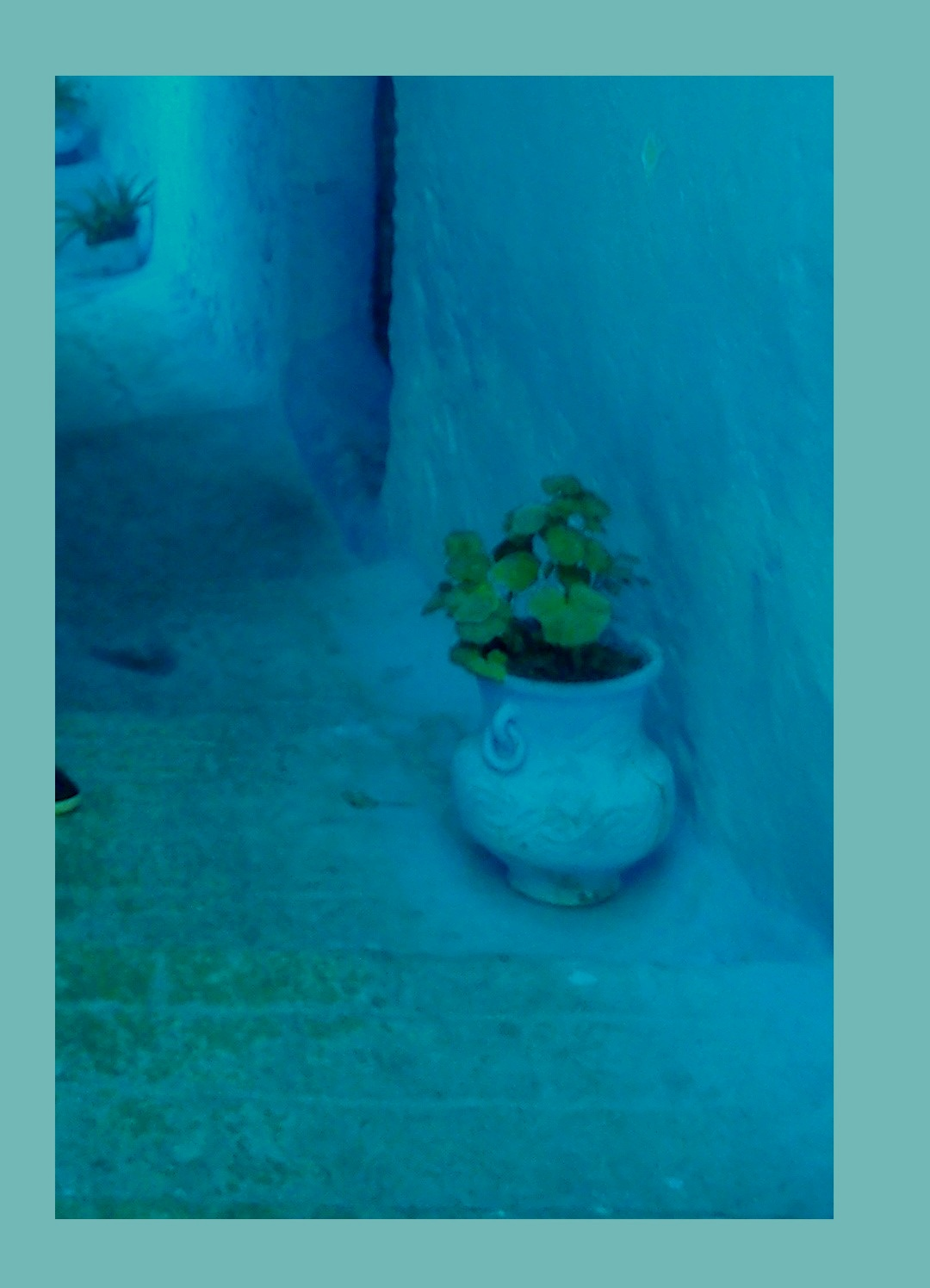
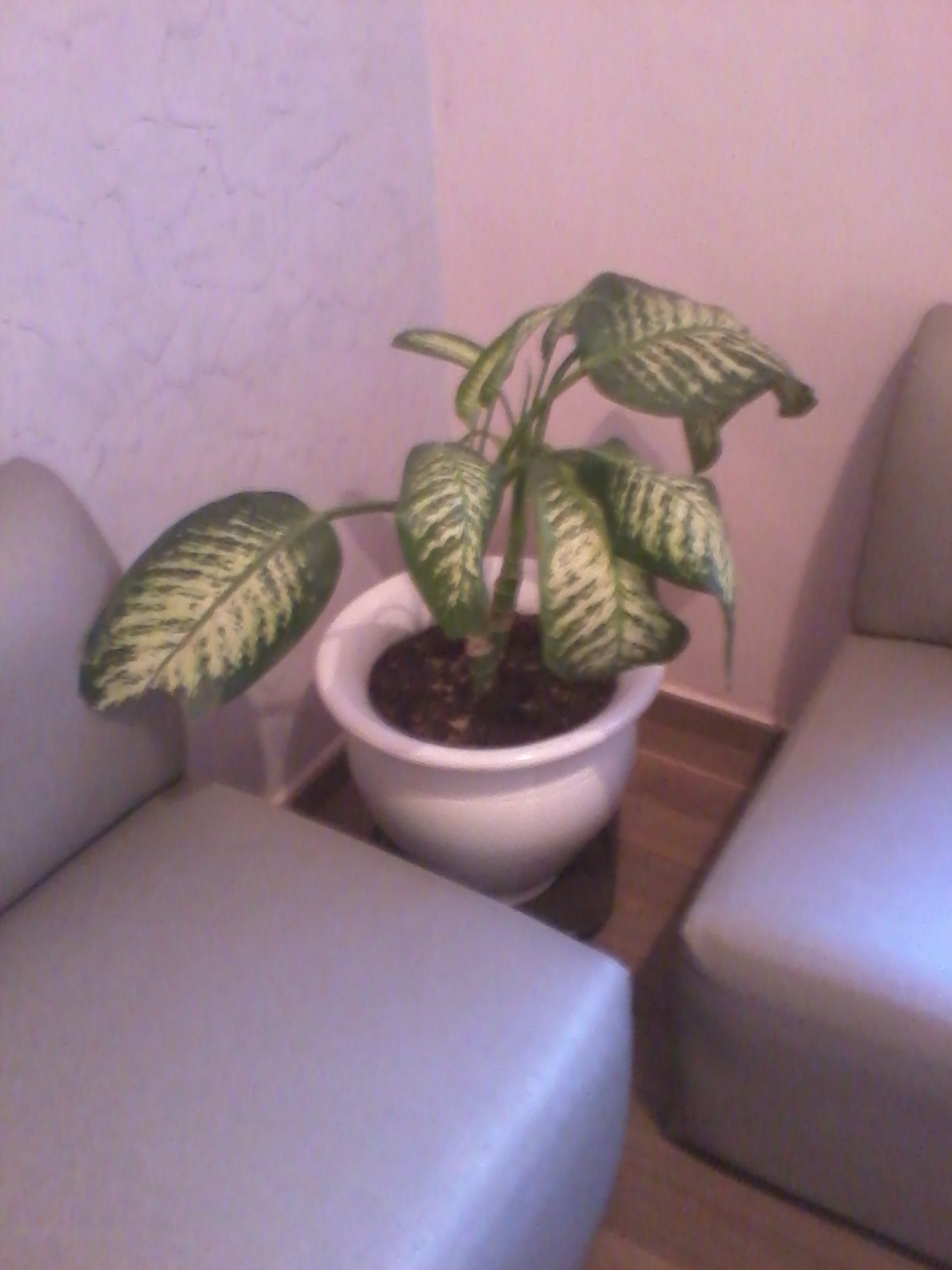

## طالع أيضًا
- أصيص النافذة